# Александр Ексквемелін
Александр Олів'є Ексквемелін (фр. Alexandre Olivier Exquemelin, також зустрічається написання Esquemeling, Exquemeling або Oexmelin; бл. 1645—1707) — французький, нідерландський або фламандський хірург (цирульник), буканьєр та письменник. Відомий як автор книги «Американські буканьєри», одного з найважливіших джерел про піратство XVII століття, вперше опублікованого Яном тен Горном в Амстердамі у 1678 році голландською мовою під назвою De Americaensche Zee-Roovers.

## Біографія
Народився приблизно в 1645 році, і, ймовірно був уродженцем Онфлера, Франція. У 1666 році він був найнятий у Французьку Вест-Індську компанію та поїхав до Тортуги, де три роки працював слугою за наймом.
Після звільнення від контракту Ексквемелін дуже швидко приєднався до місцевої спільноти піратів, яку він пізніше вперше описав у своїй книзі, став флібустьєром і протягом восьми років служив різним групам піратів як корабельний хірург, зокрема у відомого англійського буканьєра Генрі Моргана, з яким брав участь у пограбуванні Панами в 1671 році. Він відіграв важливу роль у Карибській війні між французами, голландцями та іспанцями. Ексквемелін залишався з буканьєрами до 1674 року, після чого повернувся до Європи й оселився в Амстердамі, Голландія, можливо, тому, що був гугенотом.
В Амстердамі він здобув професійну кваліфікацію хірурга, його ім'я з'явилося в реєстрі Голландської гільдії хірургів 1679 року. Однак згодом він знову був у Карибському басейні, оскільки його ім'я фігурує в списку як хірурга під час нападу на Картахену в 1697 році.

## Історія буканьєрів Америки

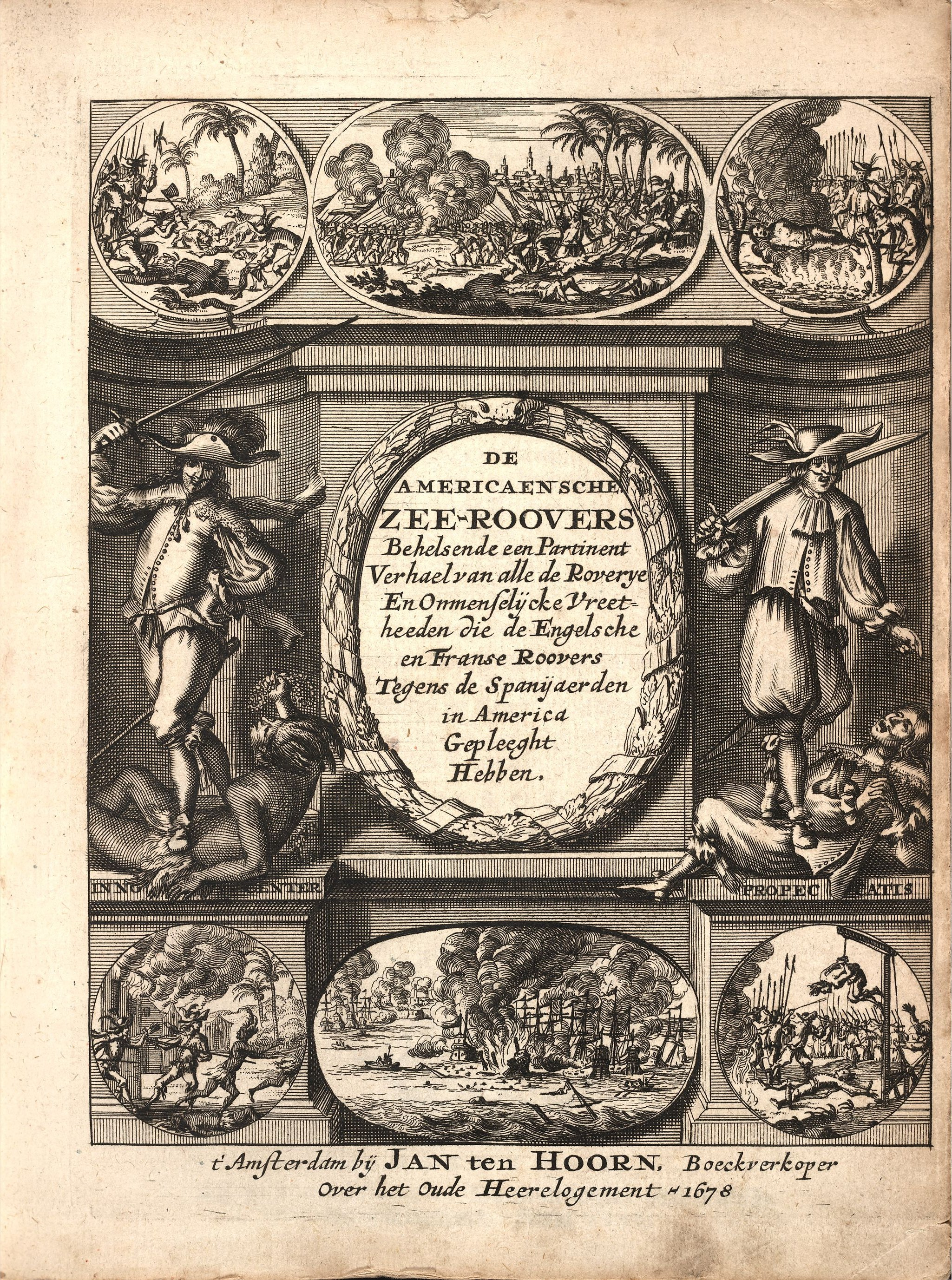
Фронтопис до 1-го видання Buccaneers of America, 1678

Бібліографічна доля «Історії буканьєрів Америки» Ексквемеліна є складною. Спочатку книга була опублікована голландською мовою (1678), потім перекладена німецькою (1679), іспанською (1681) та англійською (1684). Німецький переклад є досить точним перекладом оригіналу голландською мовою. Іспанський переклад досить вільно та без підтвердження додає новий матеріал і часто містить помилковий переклад з голландської, тоді як англійський переклад виглядає як переклад іспанського видання і включає більшість його відхилень від голландського оригіналу. Французький переклад 1686 року є по суті новою роботою з багатьма доповненнями, включаючи нові біографії піратів (Даніель Монбар та Александр Бра-де-Фер) і повні зміни в деяких розділах, що включають новий матеріал невідомого джерела. Подальші видання та переклади додали до оригінальної роботи додатковий новий матеріал та цілі біографії. 
Після публікації англійського перекладу в 1684 році Генрі Морган вжив заходів для дискредитації книги та успішно подав позов про наклеп проти видавців книги Вільяма Крука та Томаса Мальтуса. Морган особливо заперечував проти опису захоплення третього форту в Портобелло в 1668 році, де в книзі сказано, що він наказав побудувати драбини, достатньо широкі, щоб троє чоловіків могли підніматися в ряд, а коли вони були завершені, він «наказав усім полоненим священникам, монахам та чорницям перенести їх до форту та приставити до стін … Таким чином багато священників, монахів і черниць були вбиті». У свідченнях під присягою Морган заявив, що він «проти злих вчинків, піратства та грабежів і ставиться до них з найбільшою огидою та недовірою», і що «до типу людей, які називаються буканьєрами», він «завжди відчував і продовжує відчувати ненависть». Суд виніс рішення на його користь і книгу було відкликано, а Моргану було присуджене відшкодування в 200 фунтів стерлінгів. Пасаж про використання черниць і монахів як живого щита був вилучений з наступних публікацій в Англії.
Для порівняння голландського видання 1678 року та французького перекладу 1686 року дивіться переклад та інтерпретацію датського автора та історика Еріка К'єрсгаарда 1974 року. Для сучасного перевидання див. Esquemeling, Alexander O., The Buccaneers of America. Правдива розповідь про найвидатніші напади, скоєні останніми роками на узбережжі Вест-Індії піратами Ямайки та Тортуги (як англійськими, так і французькими), а також розповідь Безіла Рінгроуза про небезпечну подорож і сміливі напади капітана Бартолом'ю Шарпа . і інші. Пітер Бенчлі у своїй книзі «Острів» багато посилався на Ексквемеліна, використавши його роботу у своїх дослідженнях.